# 6rd

Esquema de 6rd

6rd, també conegut com a IPv6 rapid deployment és un mecanisme per facilitar el desplegament ràpid d'IPv6 utilitzant les infraestructures actuals d'IPv4 dels proveïdors d'Internet.
Deriva de 6to4, un mecanisme anterior per transportar paquets IPv6 per la xarxa IPv4, amb el canvi significatiu que funciona totalment dins de la xarxa del proveïdor d'Internet de l'usuari final, i així evitar els problemes arquitectònics inherents al disseny original de 6to4. El nom 6rd es refereix alhora al "desplegament ràpid" d'IPv6 que possibilita i, de manera informal, a les inicials del seu inventor, Rémi Després. L'RFC 5569 descriu els principis de disseny de 6rd i com els va utilitzar l'ISP francès Free.
L'especificació detallada de 6rd que s'ha preparat per estandarditzar-la a l'IETF es troba a l'RFC 5969.

## Història
El novembre de 2007, Rémi Després —que va ser un dels creadors de la xarxa X.25 francesa als anys 70— va proposar a l'ISP Free, el segon més gran de França, d'utilitzar el mecanisme 6rd que havia inventat per desplegar ràpidament IPv6. Encara que Free encara no tenia cap pla a curt termini per proporcionar servei IPv6, el director tècnic de Free va decidir d'implementar la solució. Al cap de cinc setmanes, amb l'aprovació de màrqueting i les validacions operatives, es va publicar la nota de premsa
 que anunciava que els clients de Free tenien IPv6 disponible.
El primer esborrany que descrivia el mecanisme 6rd i el desplegament de Free es va presentar a l'IETF el 9 de febrer de 2008 Després d'algunes millores, es va publicar el 24 de gener de 2010 com a RFC 5569, informativa.
El març de 2010, un Grup de Treball de l'IETF va aprovar que el seu últim esborrany sobre 6rd havia de convertir-se, després d'algunes modificacions més, en una RFC d'estàndards. L'agost de 2010 es va publicar l'RFC 5969.
L'octubre de 2010, Comcast va obrir el codi font de programari 6rd per a dispositius domèstics.

## Comparació amb 6to4
6to4 funciona passant trànsit entre la IPv6 nativa i IPv4 mitjançant servidors de relleu que tenen un prefix IPv6 comú, però no hi ha cap garantia que tots els ordinadors IPv6 nadius tinguin una ruta que funcioni cap a aquest relleu. A causa d'això, no es pot garantir que un ordinador 6to4 pugui ser abastable per tots els ordinadors IPv6 nadius. A més, l'operador d'un relleu 6to4 no té cap mena de control sobre quins ordinadors el fan servir, cosa que limita el seu incentiu per mantenir una bona qualitat de servei a mesura que creix el trànsit. Amb 6rd, aquest model canvia, fent que cada ISP utilitzi un prefix IPv6 propi en comptes de l'especial 2002::/16, que s'ha estandarditzat per a 6to4. Amb això, un proveïdor de servei té garantit que els seus ordinadors 6rd seran visibles des de totes les adreces IPv6 natives i, com que no hi ha cap servidor de relleu que s'hagi de fer servir i estigui fora del seu àmbit de control, conserva la responsabilitat total sobre la qualitat de servei que experimenten els seus clients.
Com que els relleus 6rd només es poden utilitzar per un grup limitat d'ordinadors que estan tots sota el control de la mateixa entitat administrativa, també redueix les possibilitats d'atacs amb trànsit anònim que sí que són possibles amb 6to4.

## Ús actual
- Free utilitza 6rd des de desembre de 2007.[5] El 2008, un informe de Google sobre la seva visibilitat d'IPv6[9] va mostrar que França tenia el segon grau de penetració d'IPv6 del món, i el 95% del seu IPv6 eren adreces natives, gairebé totes de Free.
- Comcast va anunciar el gener de 2010 una prova amb 6rd durant el segon trimestre de 2010.[10] Van començar la prova el 30 de juny de 2010, i esperaven arribar a alguns centenars d'usuaris el juliol de 2010.[11] Però no s'espera que 6rd sigui l'estratègia primària de Comcast per a IPv6.[12] Comcast ha assajat dos routers domèstics diferents amb 6rd, i d'un d'ells n'han alliberat el codi font.[13] A més, han publicat instruccions de configuració de 6rd per a qualsevol usuari de la seva xarxa que vulgui utilitzar els seus relleus frontera 6rd.[14] Comcast va desactivar el seu servei 6rd el 30 de juny de 2011 (al cap d'un any d'activar-lo), ja que havien decidit centrar la seva estratègia en Native Dual Stack.[15]
- Charter Communications ha anunciat plans per desplegar 6rd per tota la seva xarxa el 2012.[16] Tenen un relleu de frontera 6rd públic per als seus clients.
- El nucli de Linux va afegir suport de 6rd a la versió 2.6.33.[17]
- L'empresa japonesa SoftBank ha anunciat que començaran a desplegar IPv6 amb 6rd.[18]
- Swisscom desplegarà 6rd el 2011.[19]
- L'operadora japonesa SAKURA Internet va començar proves de 6rd el març de 2011.[20]
- L'ISP Canadenc Videotron ha desplegat 6rd en beta el 8 de juny de 2011 per als seus clients amb un router preparat per 6rd.[21]

## Consum de l'espai d'adreces
El desplegament de 6rd més senzill, que utilitza 32 bits de l'espai d'adreçament IPv6 per mapejar tot l'espai d'adreçament IPv4, consumeix més espai d'adreçament del que és normal amb IPv6 amb suport nadiu a tots els routers de l'ISP. Això es pot mitigar ometent parts redundants de l'espai d'adreçament IPv4, i en alguns casos, desplegant múltiples dominis 6rd.
La reserva d'espai IPv6 predeterminada que donen els registres d'Internet regionals als ISPs és un prefix de 32 bits. Com que calen 32 bits més per mapejar una adreça IPv4 amb 6rd, això implica que un ISP només podria donar prefixos IPv6 de 64 bits als seus clients si hagués d'utilitzar adreces IPv4 senceres. 6rd, però, permet que qualsevol part redundant d'una adreça IPv4 es descarti: per exemple, si totes les adreces IPv4 que un ISP dona als seus clients tenen iguals els primers 18 bits, un prefix 6rd només ha d'incloure els catorze bits restants. Sense aquesta flexibilitat, Free, al principi assignava prefixos IPv6 de 64 bits a tots els seus clients, però va poder-los assignar prefixos més curts un cop va obtenir de RIPE una reserva d'espai IPv6 més gran (un prefix de 26 bits).